# Bright Light Bright Light
Rod Thomas (de nom artístic Bright Light Bright Light) (Neath, País de Gal·les, 1982 o 1983), és un cantant de música indie. Thomas és obertament homosexual.

## Carrera musical
Thomas es va criar en un poblet a prop de la ciutat gal·lesa de Neath, i això va condicionar els seus inicis a la música, en un ambient folk. Més tard va aprendre recursos tècnics nous que el van menar cap al house i el synthpop.
Es traslladà a Anglaterra per estudiar literatura anglesa, però ho deixà per la música. Ja a la capital, muntà un buc d'assaig a casa seva i a les hores punta tocava als atapeïts passadissos del Metro de Londres. El 2009 envià algunes maquetes al productor musical nord-americà Boom Bip, que el cridà a Los Angeles per treballar junts els temes. Segons Thomas, la mà de Boom Bip a la cançó "A New Word to Say" el va ajudar a trobar "el seu propi sò".
El 2010 publicà "Love Part II", el seu primer single signat com a Bright Light Bright Light (en català: "llum brillant, llum brillant"), que eren les paraules que deia en Gizmo a la pel·lícula Gremlins (1984). A partir d'aquí es va començar a fer notar tant al Regne Unit com als Estats Units d'Amèrica.
El 2013, al single "I Wish We Were Leaving" hi va col·laborar Elton John, i arran d'això, Thomas va acompanyar el mestre als seus concerts com a teloner a partir de l'estiu del 2014, com el que van fer al Palau Sant Jordi de Barcelona el 6 de desembre del 2014 per a 16.000 espectadors.

## Discografia

### Singles

#### Com a Rod Thomas
| Any  | Títol                  | UK | Àlbum                |
| ---- | ---------------------- | -- | -------------------- |
| 2006 | "Good Coat"            | –  | Until Something Fits |
| 2007 | "Your Love Is A Tease" | –  | Until Something Fits |
| 2008 | "You Get Goodbyes"     | –  | Until Something Fits |
| 2008 | "Same Old Lines"       | –  | Until Something Fits |

#### Com a Bright Light Bright Light
| Any  | Títol                                     | UK | Àlbum                   |
| ---- | ----------------------------------------- | -- | ----------------------- |
| 2010 | "Love Part II"                            | –  | Make Me Believe in Hope |
| 2011 | "Disco Moment"                            | –  | Make Me Believe in Hope |
| 2012 | "Waiting for the Feeling"                 | –  | Make Me Believe in Hope |
| 2012 | "Feel It" (amb Mykal Kilgore)             | –  | Make Me Believe in Hope |
| 2013 | "Moves"                                   | –  | Make Me Believe in Hope |
| 2013 | "In Your Care"                            | –  | Life is Easy            |
| 2014 | "I Wish We Were Leaving" (amb Elton John) | –  | Life is Easy            |
| 2014 | "I Believe"                               | –  | Life is Easy            |
| 2014 | "An Open Heart"                           | –  | Life is Easy            |

### EPs

#### Com a Rod Thomas
- 2008: The Festivals EP

#### Com a Bright Light Bright Light
- 2011: Limited Edition Tour EP (àlbum d'edició limitada)
- 2012: Blueprints EP 1(editat només als Estats Units)
- 2014: Tour EP 2014 (àlbum d'edició limitada)

### Àlbums

#### Com a Rod Thomas
| Any  | Títol                | UK | UK Indie | UK Indie Breakers |
| ---- | -------------------- | -- | -------- | ----------------- |
| 2009 | Until Something Fits | –  | –        | –                 |

#### Com a Bright Light Bright Light
| Any  | Títol | UK  | UK Indie | UK Indie Breakers |
| ---- | --- | --- | -------- | ----------------- |
| 2012 | Make Me Believe in Hope (amb una nova edició el 2013 sota el títol Make Me Believe in Hope: The New Batch) | –   | –        | –                 |
| 2012 | B-Sides, Rarities & Remixes (àlbum d'edició limitada)                                                      | –   | –        | –                 |
| 2013 | Make Me Believe in Hope: Blueprints Version (versió acústica de Make Me Believe in Hope)                   | –   | –        | –                 |
| 2014 | Life is Easy                                                                                               | 139 | 19       | 3                 |